# Silvio Pucci
Silvio Pucci (Pistoia, 1892 – Firenze, 1961) è stato un pittore italiano.

## Biografia
Le sue opere, dalle pennellate larghe, stese con grandi campiture di colore, sono soprattutto paesaggi toscani e nature morte alle quali vanno aggiunti alcuni ritratti di scene familiari, dove emerge forte lo stile toscano degli sfondi agresti e nella pacata atmosfera. Presente in alcuni musei regionali (a Latina per esempio) le sue opere girano soprattutto nel mercato delle gallerie private.
Negli anni '20, recatosi a Parigi, era rimasto come folgorato dalla pittura di Cézanne, rimanendone profondamente influenzato.
Negli anni '30 e '40 era un artista stimato, quotato, premiato alla Biennale di Venezia. Compromesso con fascismo nel dopoguerra non seppe riciclarsi politicamente e fu in un certo senso "epurato". Oggi la sua opera è in corso di rivalutazione e appare meritarsi un posto di rilievo tra gli artisti nel Novecento italiano. Nel 1948 acquistò una casetta nel piccolo paese mugellano di Montepulico, dove trascorreva l'estate dipingendo paesaggi con stile fresco e luminoso. Venivano a trovarlo gli amici artisti della Compagnia del Paiolo, alcuni dei quali (per es. lo scultore Bino Bini) comprarono delle case nel paese con l'intento di fondare una comunità di artisti e amanti dell'arte. Sulla facciata della sua abitazione si può oggi vedere una lapide che lo ricorda.